# Bahnhof Portbou
Der Bahnhof Portbou (auf Katalanisch Estació de Portbou – auch Port Bou oder Port-Bou) ist der vorletzte Bahnhof der grenzüberschreitenden Bahnstrecke Barcelona–Cerbère in Spanien. Der unmittelbar an der Grenze gelegene Bahnhof war bis zur Inbetriebnahme der Neubaustrecke Perpignan–Figueres neben dem Bahnhof Irun der wichtigste Grenzbahnhof in Richtung Frankreich. Der Güter- und Rangierbahnhof trägt den Namen Portbou Mercancías.

## Lage
Portbou liegt an der katalanischen Mittelmeerküste am Ostrand der Ausläufer der Pyrenäen in der Provinz Girona. Der Personenbahnhof befindet sich am westlichen Rand des Orts, der Güterbahnhof wurde dahinter teilweise in den Berg „hineingebaut“. Die Anlage ähnelt der des benachbarten französischen Grenzbahnhofs Cerbère.

## Geschichte
Der Bahnhof wurde 1878 von der Compañía de los ferrocarriles de Tarragona a Barcelona y Francia errichtet und 1929 von der Compañía de los Ferrocarriles de Madrid a Zaragoza y Alicante übernommen. 1941 wurden die Strecke und der Bahnhof verstaatlicht. Er ist Halt bzw. Endpunkt für Fern- und Regionalzüge der spanischen Renfe sowie Endbahnhof für Züge der französischen SNCF. Betreiber der Infrastruktur war seit 1996 der Gestor de Infraestructuras Ferroviarias (GIF), seit 2005 ist dessen Nachfolger der Administrador de Infraestructuras Ferroviarias (ADIF).

## Beschreibung

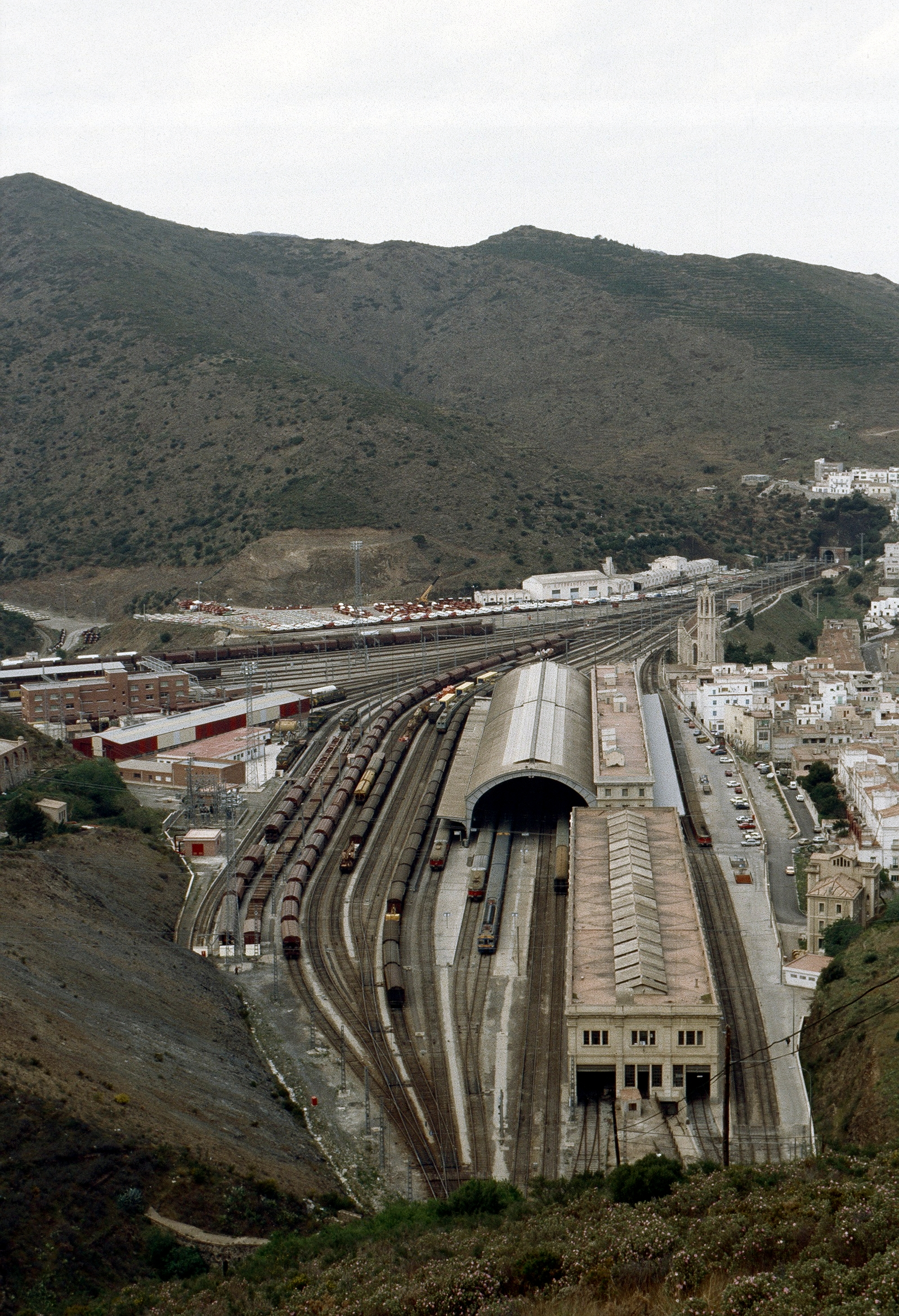
Bahnhof Portbou, im Vordergrund das Gebäude der Grenzabfertigung, rechts neben dem Kirchturm die Halle der Umspuranlage, 1989

Der auf 30,8 Metern Höhe liegende Bahnhof weist zwei unterschiedliche Spurweiten auf, die mitteleuropäische Regelspur und die Iberische Breitspur. Die von Colera aus einem Tunnel kommende breitspurige, zweigleisige Hauptbahn führt unmittelbar nördlich des Bahnhofs Portbou eingleisig durch den zweigleisigen Tunnel in den französischen Grenzort Cerbère. Das zweite Gleis ist das in Portbou endende Regelspurgleis aus Frankreich. Die neben dem Streckentunnel liegende eingleisige Tunnelröhre endet im Berg, in ihr liegt ein breitspuriges Ausziehgleis.
Das Gebäude des Personenbahnhofs liegt zwischen den beiden hier endenden Regel- und den Breitspurgleisen, die weiter bis Cerbère führen. Die Regelspurgleise befinden sich auf der östlichen, dem Ort zugewandten Seite, sie enden Richtung Süden in einem Tunnel. Vier der breitspurigen Bahnsteiggleise liegen in der freitragenden Bahnhofshalle, ein fünftes westlich daneben. Südlich des Gebäudes befindet sich die ehemalige Halle der Grenzabfertigung, in die von Süden her Gleise beider Spurweiten führen. Weitere Gleise des Durchgangsbahnhofs dienen dem Güterverkehr.
Die bis zu 560 Meter langen Stumpfgleise des großen Güterbereichs sind schräg zum Durchgangsbahnhof angelegt. Von spanischer Seite her können sie nur über eine Sägefahrt erreicht werden. Die 28 Gleise sind teils in Regelspur, teils in Breitspur und teilweise als Dreischienengleise für beide Spurweiten ausgeführt. Hier gibt es offene und gedeckte Umladebereiche, Waagen und Krananlagen.
In einer Halle am Nordkopf des Bahnhofs befindet sich eine 1968 errichtete Umspuranlage für die durchgehenden Talgo-Reisezüge aus bzw. nach Frankreich, der Schweiz und Italien. Dort wird bei langsamer Durchfahrt die Spurweite der Wagen dem jeweiligen Gleisnetz angepasst. Seit der Inbetriebnahme der Schnellfahrstrecke zwischen Perpignan und Barcelona wird die Spurwechselanlage nicht mehr im Regelbetrieb genutzt.
Für einen Bahnhof dieser Größe ist der Zugang von und zur Stadt ungewöhnlich klein und verwinkelt. Der Lokalverkehr spielte hier jedoch im Vergleich zum gebrochenen Durchgangsverkehr immer nur eine untergeordnete Rolle. Der Zugang endet zudem in einem Vorraum zur Schalterhalle und hat wegen der Funktion als Grenzbahnhof keine Verbindung zu einem der Bahnsteigtunnel.

## Galerie

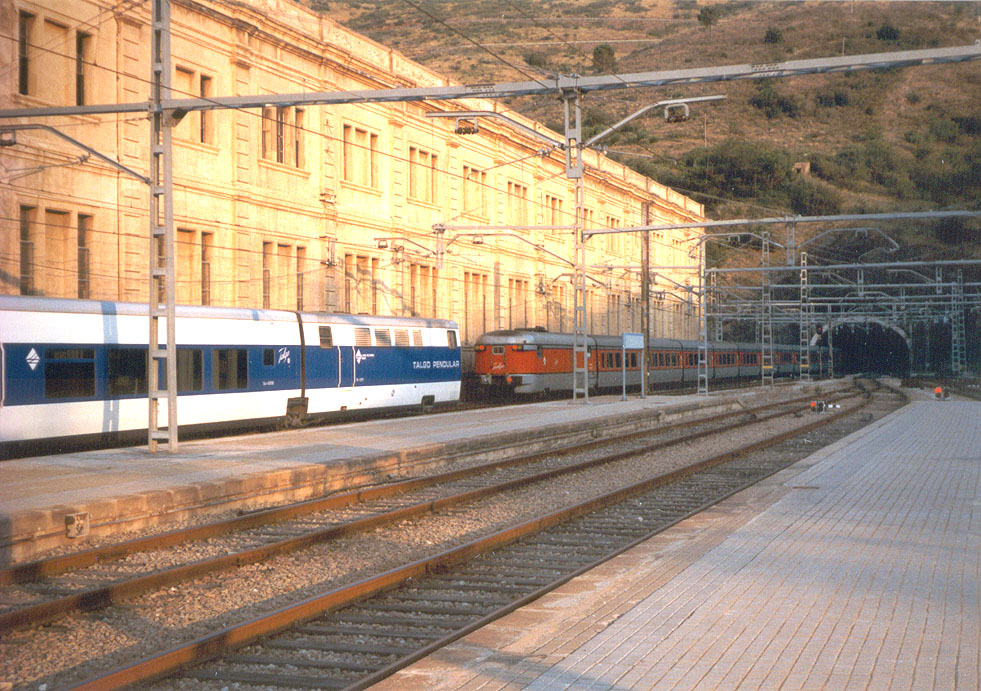
Zwei Talgo-Züge vor dem Tunnel aus Colera
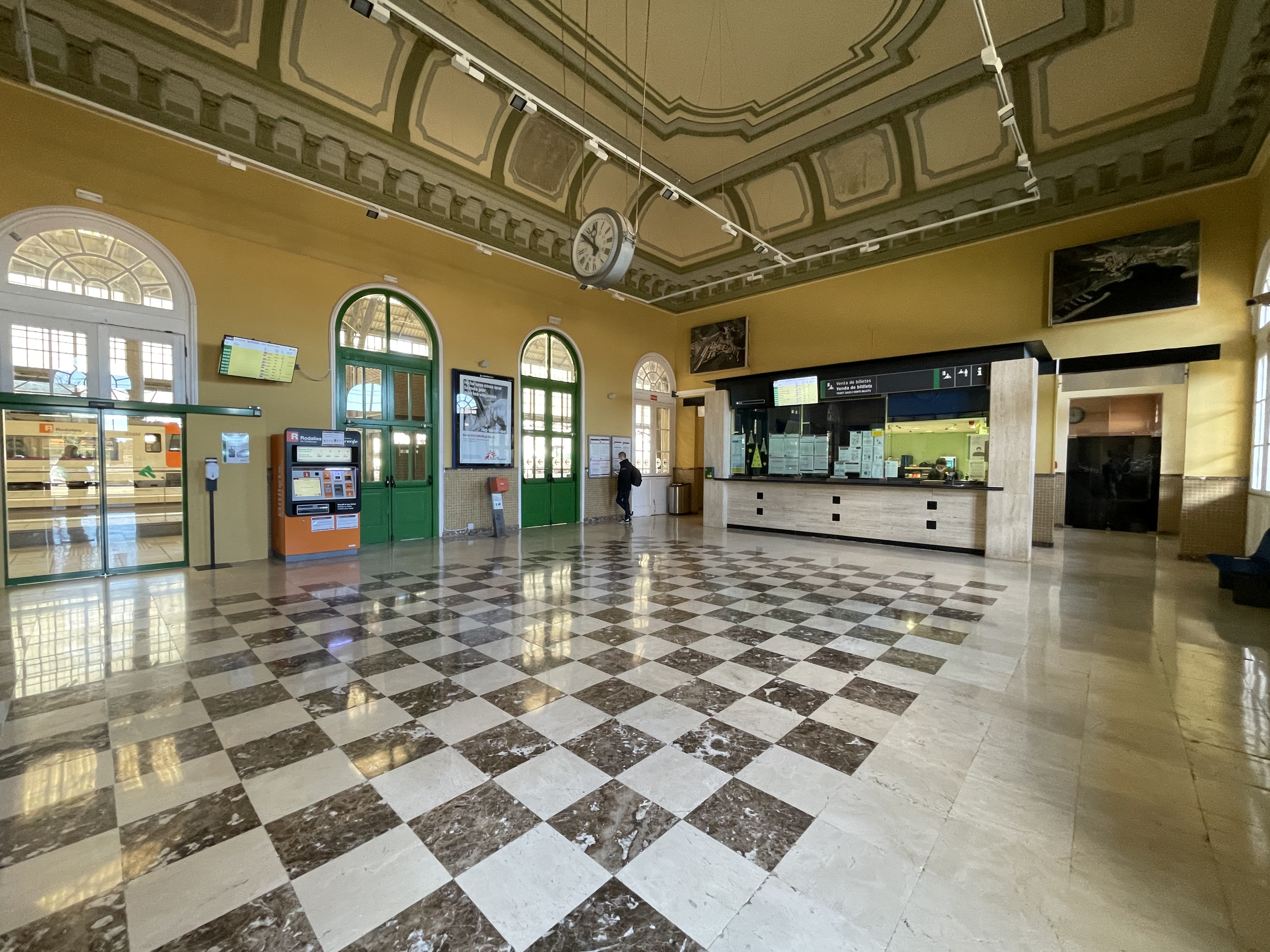
Das Innere des Bahnhofsgebäudes
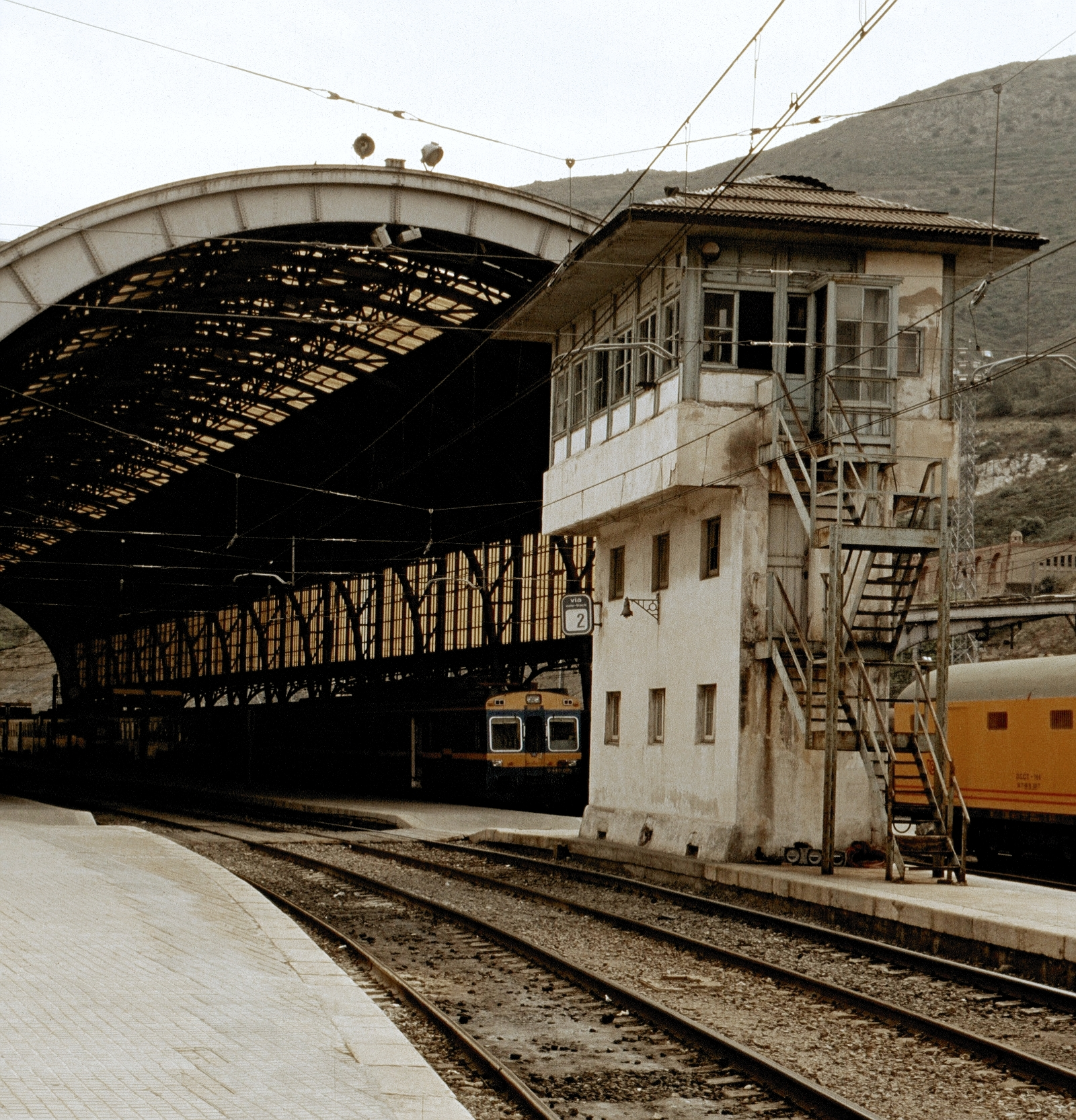
Bahnhofshalle und Stellwerk
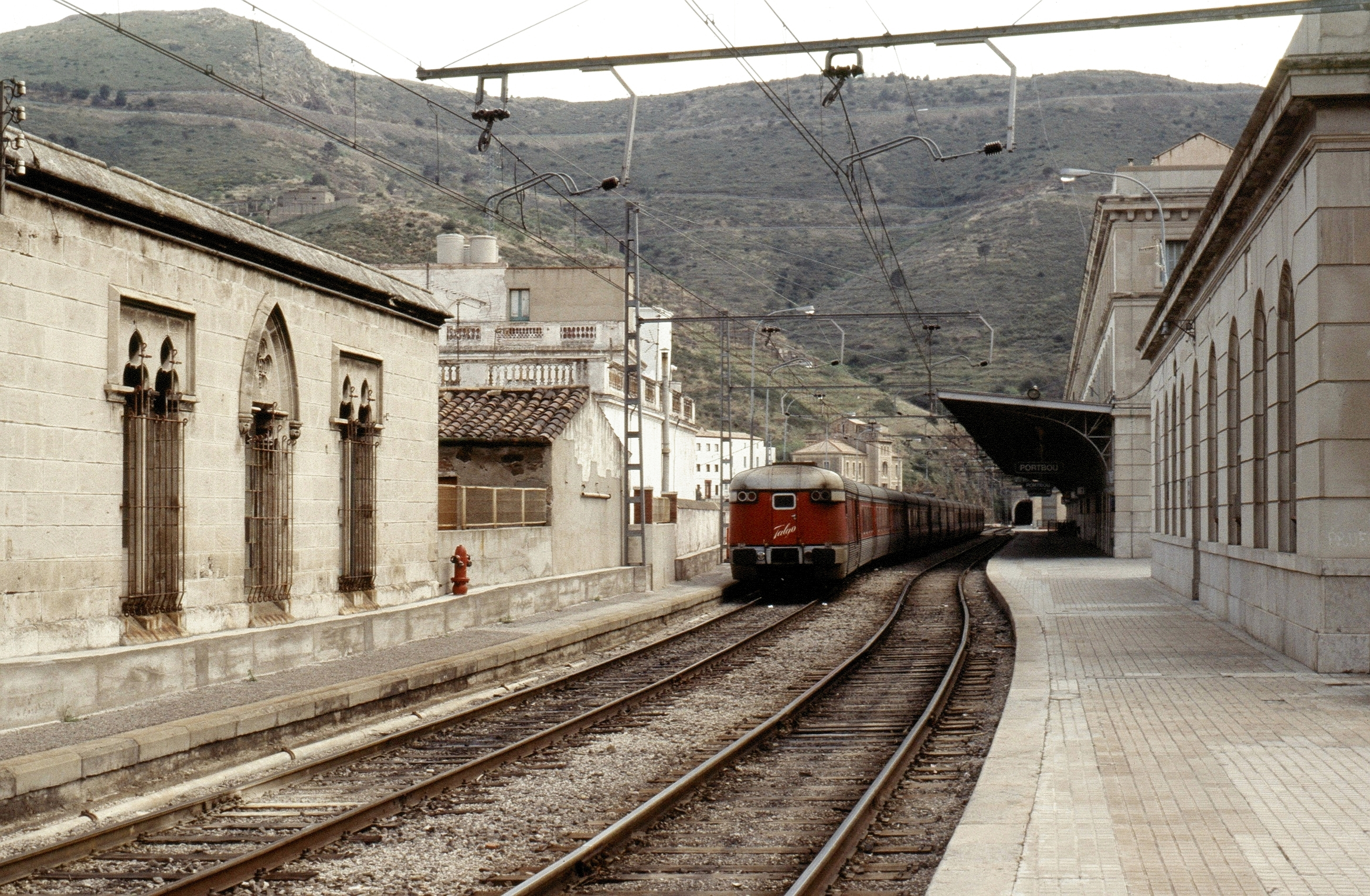
Abgestellter Talgo im Regelspurbereich
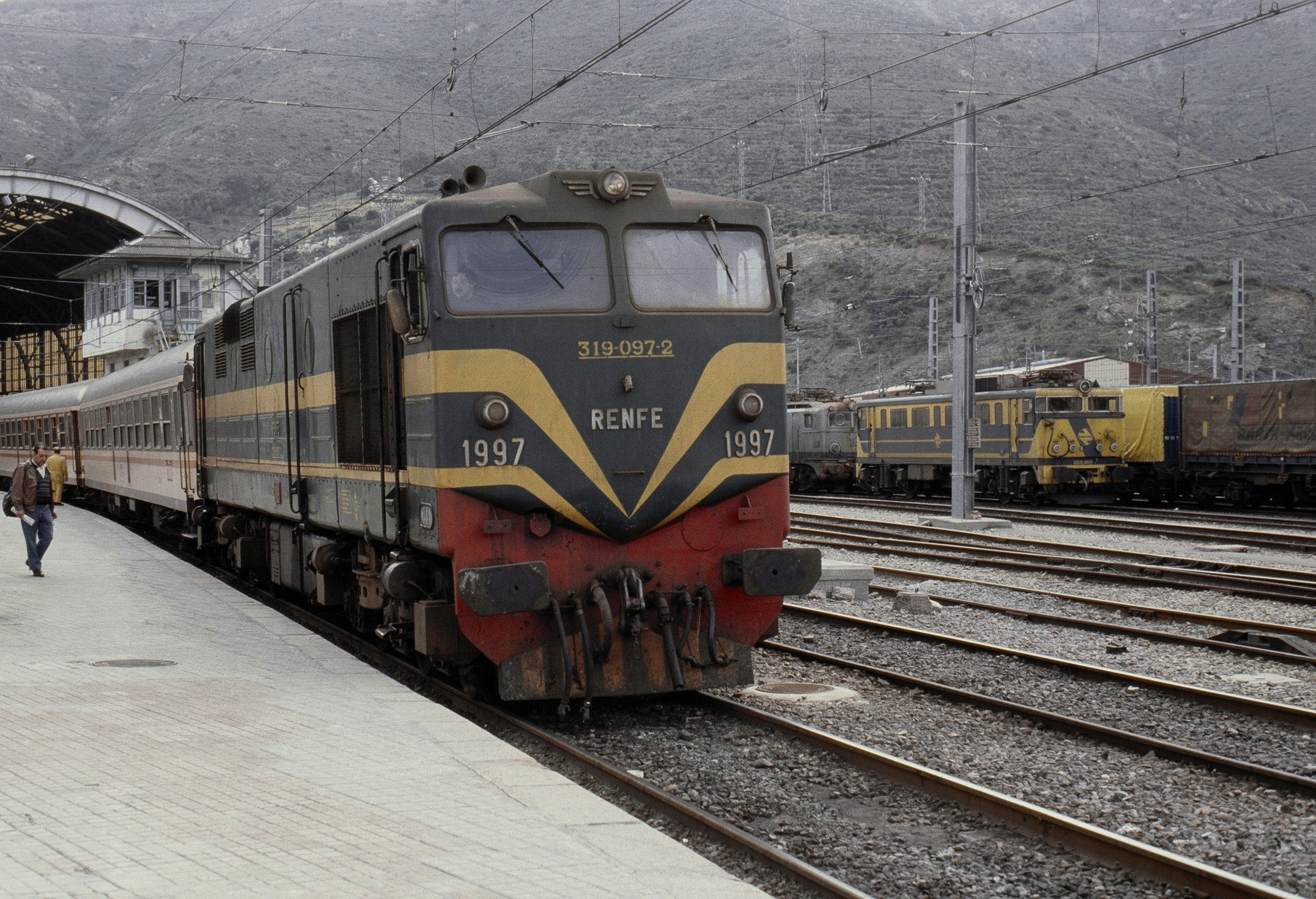
Spanischer Reisezug auf der Breitspurseite, 1989
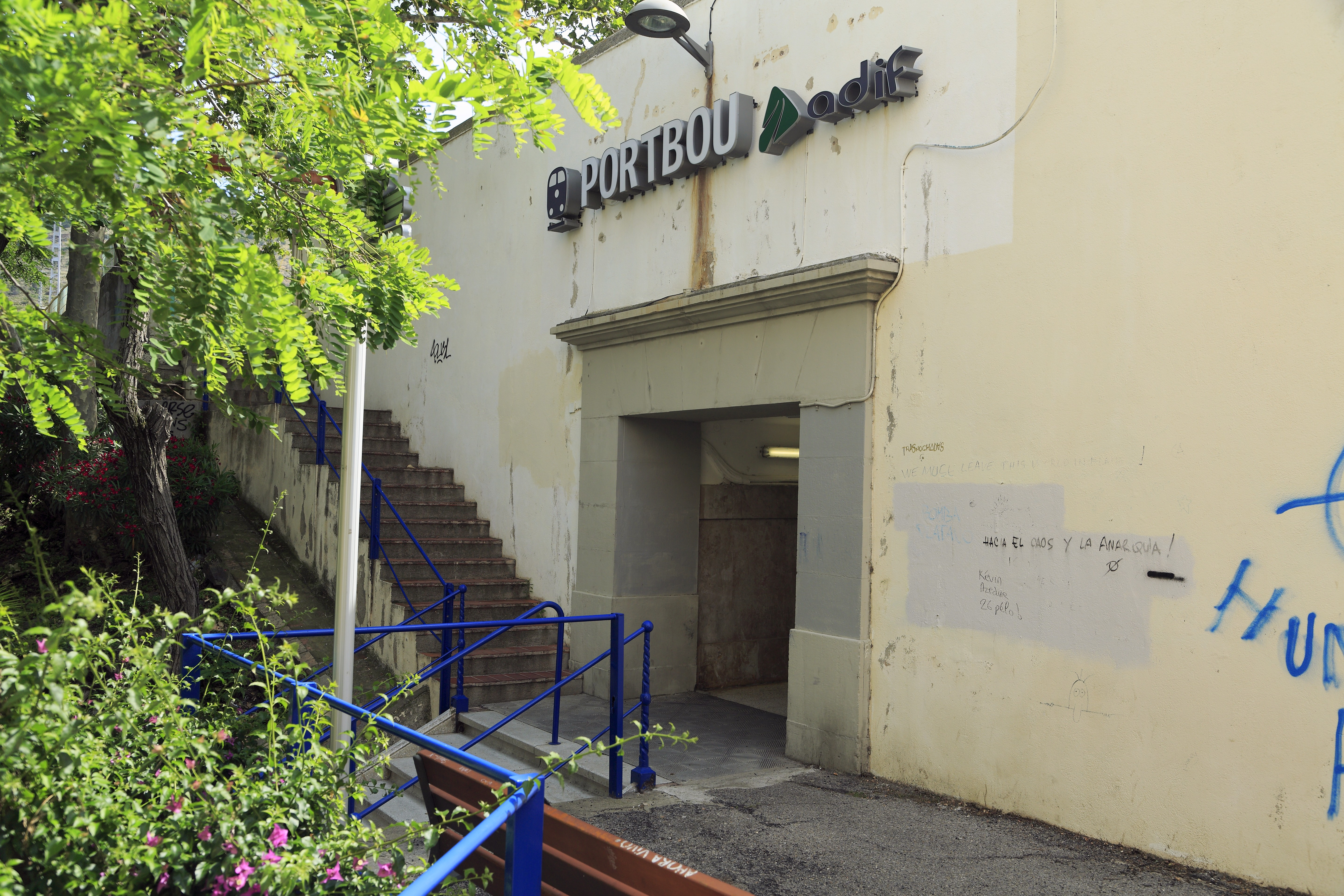
Reisendenzugang von der Stadt